# اکمو (وارنا)
اکمو (وارنا) (به لاتین: Akmuo (Varėna)) یک منطقهٔ مسکونی در لیتوانی است که در شهرستان آلیتوس واقع شده‌است.

## خصوصیات
اکمو ۰ نفر جمعیت دارد.